# Вихід із Європейського Союзу
Вихід із Європейського Союзу є правом членів Європейського Союзу по TEU (Стаття 50): «Будь-яка держава-член може ухвалити рішення про вихід з Союзу згідно зі своїми конституційними вимогами».
До 2020 року жодна держава не виходила з ЄС, хоча деякі залежні території або напівавтономні області робили це. З них тільки Ґренландія явно проголосувала за вихід, від'єднуючись від попередника ЄС, Європейської економічної спільноти (ЄЕС), 1985 року.
До 2015 року жодна держава-член ЄС ніколи не проводили національний референдум про вихід з Європейського Союзу, хоча 1975 року у Великій Британії відбувся всенародний референдум про вихід з його попереднику, ЄЕС, 67,2 % виборців проголосували за те, щоб залишитися в Спільноті. Велика Британія провела референдум 23 червня 2016 року, щоб вирішити чи залишатися їй членом Європейського Союзу або стати незалежною. Результати голосування показали, що 51,9 % висловилися за вихід з ЄС при явці 72,2 %.